# Peangtarn Plipuech
Peangtarn Plipuech, née le 15 novembre 1992 est une joueuse thaïlandaise de tennis.

## Carrière
Peangtarn Plipuech a débuté sur le circuit professionnel en 2008.

### 2016 - 2017: finales à Séoul
À Séoul, elle arrive en finale à deux reprises avec Akiko Omae en 2016, et avec Luksika Kumkhum l'année suivante.

### 2021 - 2022: deux titres
En août 2021, elle gagne son 1er titre en double lors du tournoi WTA 125 de Concord avec l'indonésienne Jessy Rompies. Dans la foulée, elle empoche un 2e titre, toujours en double, lors du tournoi WTA 125 de Chicago cette fois-ci avec la japonaise Eri Hozumi. Avec Hsieh Yu-chieh elle échoue au 2e tour lors de l'Édition 2021 II. Avec Zhu Lin, elle perd son titre à Séoul dès le premier tour.

### 2023 - 2024: nouveau titre
En 2023, elle arrive en finale à Séoul pour la 3e fois de sa carrière, en compagnie de Luksika Kumkhum. Elles éliminent la paire américaine Sofia Kenin - Alycia Parks en demie finale sur un score serré (7-6 7-6). Elles seront sortie en finale par la paire Marie Bouzková - Bethanie Mattek-Sands.
Il lui faut attendre 2024 pour de nouveau obtenir un titre avec Tsao Chia-yi, à Båstad. Elles éliminent la paire ukrainienne Maryna Kolb - Nadiia Kolb (6-3 6-3). Puis, la paire américaine Christina Rosca - Alana Smith (6-4 6-2). En demie finale elles éliminent abrina Santamaria - Renata Zarazúa sur le même score. En finale, elles obtiennent le titre face à María Carlé et Julia Riera (7-5 6-3).

## Palmarès

### Titre en double dames
Aucun

### Finales en double dames
| No | Date       | Nom et lieu du tournoi     | Catégorie | Dotation  | Surface    | Vainqueures                          | Partenaire      | Score    |          |
| -- | ---------- | -------------------------- | --------- | --------- | ---------- | ------------------------------------ | --------------- | -------- | -------- |
| 1  | 19-09-2016 | Korea Open Séoul           | Intern'l  | 250 000 $ | Dur (ext.) | Kirsten Flipkens Johanna Larsson     | Akiko Omae      | 6-2, 6-3 | Parcours |
| 2  | 18-09-2017 | Korea Open Séoul           | Intern'l  | 250 000 $ | Dur (ext.) | Kiki Bertens Johanna Larsson         | Luksika Kumkhum | 6-4, 6-1 | Parcours |
| 3  | 09-10-2023 | Hana Bank Korea Open Séoul | WTA 250   | 259 303 $ | Dur (ext.) | Marie Bouzková Bethanie Mattek-Sands | Luksika Kumkhum | 6-2, 6-1 | Parcours |

### Titres en double en WTA 125
| No | Date       | Nom et lieu du tournoi      | Catégorie | Dotation  | Surface      | Partenaire    | Finalistes                           | Score             |          |
| -- | ---------- | --------------------------- | --------- | --------- | ------------ | ------------- | ------------------------------------ | ----------------- | -------- |
| 1  | 02-08-2021 | Thoreau Tennis Open Concord | WTA 125   | 115 000 $ | Dur (ext.)   | Jessy Rompies | Usue Maitane Arconada Cristina Bucșa | 3-6, 7-65, [10-8] | Parcours |
| 2  | 16-08-2021 | Chicago Open Chicago        | WTA 125   | 115 000 $ | Dur (ext.)   | Eri Hozumi    | Mona Barthel Hsieh Yu-chieh          | 7-5, 6-2          | Parcours |
| 3  | 08-07-2024 | Nordea Open Båstad          | WTA 125   | 115 000 $ | Terre (ext.) | Tsao Chia-yi  | María Carlé Julia Riera              | 7-5, 6-3          | Parcours |

### Finales en double en WTA 125
| No | Date       | Nom et lieu du tournoi          | Catégorie | Dotation  | Surface    | Vainqueures                   | Partenaire      | Score            |          |
| -- | ---------- | ------------------------------- | --------- | --------- | ---------- | ----------------------------- | --------------- | ---------------- | -------- |
| 1  | 01-11-2021 | Dow Tennis Classic Midland      | WTA 125   | 115 000 $ | Dur (int.) | Harriet Dart Asia Muhammad    | Aldila Sutjiadi | 6-3, 2-6, [10-7] | Parcours |
| 2  | 08-08-2022 | Thoreau Tennis Open 125 Concord | WTA 125   | 115 000 $ | Dur (ext.) | Varvara Flink Coco Vandeweghe | Moyuka Uchijima | 6-3, 7-63        | Parcours |
| 3  | 14-07-2025 | Eupago Porto Open Porto         | WTA 125   | 115 000 $ | Dur (ext.) | Carmen Corley Ivana Corley    | Liang En-shuo   | 6-3, 6-1         | Parcours |

## Parcours en Grand Chelem

### En simple dames
N'a jamais participé à un tableau final.

### En double dames
| Année | Open d'Australie                                                                              | Open d'Australie | Internationaux de France | Internationaux de France                                                                  | Wimbledon | Wimbledon | US Open | US Open |
| ----- | --------------------------------------------------------------------------------------------- | ---------------- | ------------------------ | ----------------------------------------------------------------------------------------- | --------- | --------- | ------- | ------- |
| 2022  | 1er tour (1/32) A. Sutjiadi \|\| style="text-align:left;" \| A. Guarachi N. Melichar-Martinez | —                | —                        | 1er tour (1/32) V. Grammatikopoúlou \|\| style="text-align:left;" \| N. Kichenok R. Olaru | —         | —         |         |         |
|       |                                                                                               |                  |                          |                                                                                           |           |           |         |         |
| 2025  | 1er tour (1/32) Tsao C.-y. \|\| style="text-align:left;" \| V. Kudermetova E. Shibahara       |                  |                          |                                                                                           |           |           |         |         |

N.B. : le nom de la partenaire se trouve sous le résultat ; les noms des ultimes adversaires se trouvent à droite.

## Classements WTA en fin de saison
| Année          | 2009 | 2010 | 2011 | 2012 | 2013 | 2014 | 2015 | 2016 | 2017 | 2018 | 2019 | 2020 | 2021 | 2022 | 2023 | 2024 |
| Rang en simple | 1099 | 671  | 438  | 386  | 394  | 401  | 369  | 266  | 242  | 277  | 309  | 283  | 272  | 335  | 438  | 451  |
| Rang en double | –    | 684  | 380  | 218  | 166  | 180  | 165  | 107  | 126  | 183  | 189  | 195  | 123  | 143  | 144  | 113  |

Source : (en) Classements de Peangtarn Plipuech sur le site officiel de la Fédération internationale de tennis